# دانشگاه الخلیل
دانشگاه الخلیل یک دانشگاه دولتی در شهر الخلیل ، کرانه باختری است. بیش از ده هزار دانشجو در مقطع کارشناسی تحصیل می‌کند.

## تاریخچه
شهردار قبلی الخلیل، محمدعلی الجعبری، آرزو داشت تا یک مؤسسه‌ی آموزش عالی برای جبران محدودیت‌ها و موانع ایجاد شده بواسطه‌ی اشغال اسرائیل، راه‌اندازی کند. این دانشگاه در سال ۱۹۷۱ بنیان گذاشته شد و چهل و سه دانشجو از مناطق مختلف سرزمین‌های فلسطین به کالج "شریعت" پیوستند.
در سال ۱۹۸۳، دانشگاه توسط شهرک نشینان اسرائیلی مورد حمله قرار گرفت که منجر به کشته شدن ۳ دانشجو و زخمی‌شدن ۵۰ دانشجو شد. پس از حمله، دانشگاه برای مدتی توسط اداره عمران اسرائیل بسته شد. در سال ۱۹۹۶، دانشگاه الخلیل توسط ارتش اسرائیل به مدت شش ماه بسته شد. رئیس دانشگاه با همراهی اساتید در اعتراض به دستورهای بسته‌شدن و تکرار بسته‌شدن توسط ارتش اسرائیل کلاس‌هایی را در پیاده‌رویی خارج از دیوار دانشگاه برگزار کرد.
سرانجام، این کالج به دانشگاه تبدیل شد. از سال ۲۰۱۶، ۹ کالج در مقطع کارشناسی و یک کالج تحصیلات‌تکمیلی درآن وجود دارد.

## هیئت امنا
دانشگاه الخلیل توسط یک هیئت امنای مستقل متشکل از مربیان و متخصصان جامعه فلسطین اداره می‌شود. این هیئت امنا، هیئت رئیسه دانشگاه را منصوب می‌کند. همچنین تعیین معاونان ریاست و روسای دانشگاه را تأیید می‌کند. هیئت مدیره بودجه و برنامه های توسعه عمومی را که توسط شورای دانشگاه به آن ارائه شده‌است به تصویب می‌رساند.

## اداره و سیاست ها
این دانشگاه سیستم ترمی را دنبال می‌کند، با دو ترم چهار ماهه که از پاییز و بهار آغاز می‌شود، یک ترم تابستانی فشرده هم وجود دارد.
برای سال تحصیلی ۲۰۱۵-۲۰۱۶، بیش از ۱۵۰۰ نفر در مقطع کارشناسی پذیرفته شده اند.
این دانشگاه سیاست ثبت نام خود را برای دانشجویان از هر بخش از جامعه‌ی فلسطین باز کرده‌است. شرط لازم برای درخواست تحصیل داشتن گواهینامه توجیهی (گواهی تحصیل) یا معادل آن است. این دانشگاه یک برنامه‌ی کمک مالی ویژه دارد که به دانشجویان بی‌بضاعت کمک هزینه و وام اعطا می‌کند.
این دانشگاه عضو سازمان های ذیل است: انجمن بین‌المللی دانشگاه‌ها، جامعه دانشگاه‌های مدیترانه، اتحادیه‌ی دانشگاه‌های اسلامی و
انجمن دانشگاه‌های عربی (AARU)، علاوه بر این، دانشگاه توسط اتحادیه اروپا شناخته شده است و دارای شماره‌ی PADOR و PIC معتبر است.

## دانشکده ها و برنامه‌ها
۹ دانشگاه کارشناسی در دانشگاه الخلیل وجود دارد: هنرها، حقوق اسلامی (به عربی: الشريعة)، علوم و فناوری، کشاورزی، آموزش، امور مالی و مدیریت، پرستاری و داروسازی و حقوق و علوم سیاسی. همه‌ی دانشکده‌ها مدرک کارشناسی یا کارشناسی علوم ارائه می‌دهند.
کالج تحصیلات تکمیلی در کارشناسی ارشد رشته‌های زبان و ادبیات عربی ، زبانشناسی کاربردی و آموزش زبان انگلیسی، تاریخ، قضاوت اسلامی، حفاظت از گیاهان، منابع طبیعی کشاورزی و مدیریت پایدار آن، مدیریت، مبانی دینی، ریاضیات و شیمی را ارائه می‌کند.

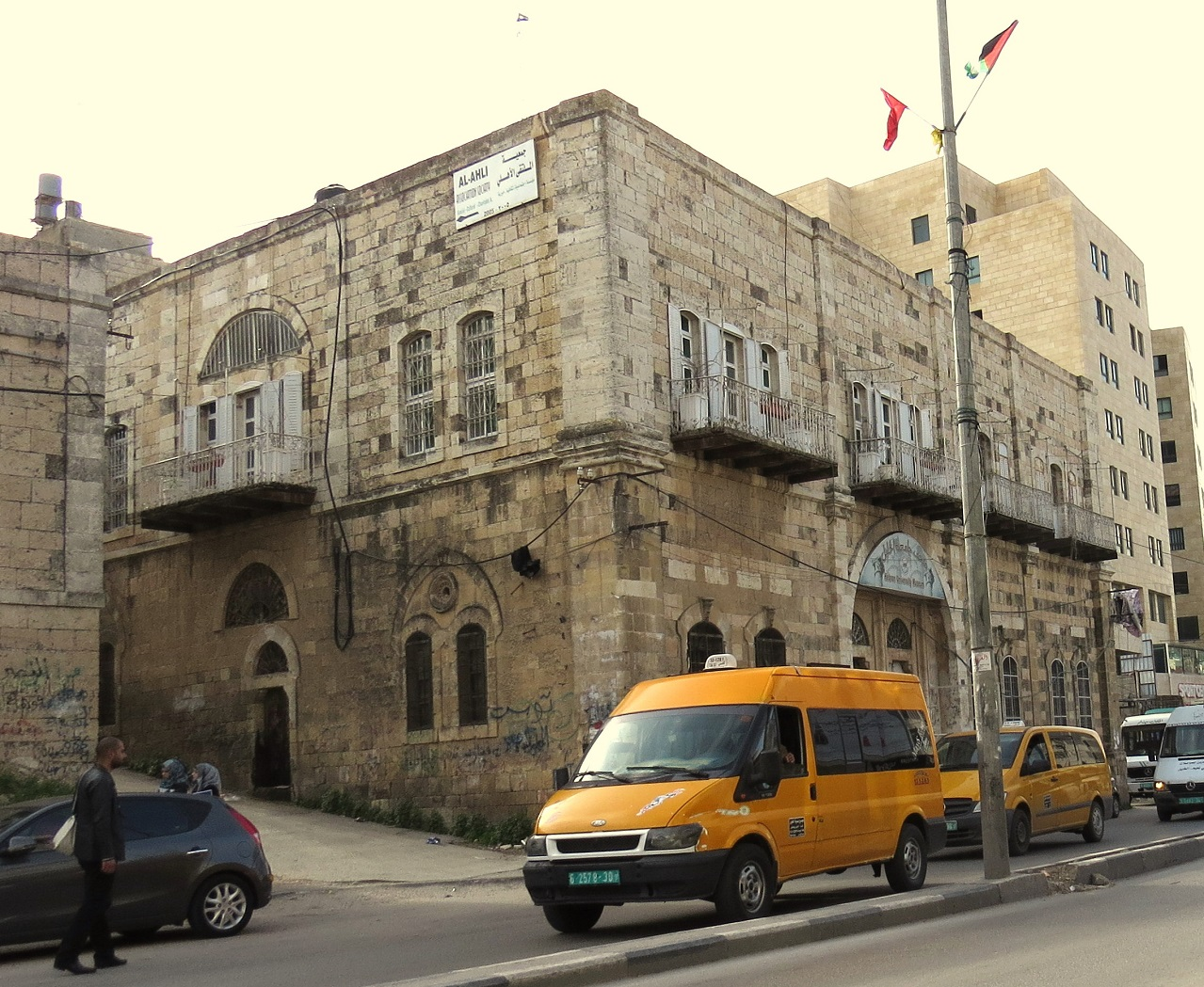
موزه دانشگاه الخلیل

از سال ۲۰۰۸، دانشگاه الخلیل برنامه آکادمیک فشرده‌ای را برای فلسطینیان مقطع کارشناسی با تابعیت اسرائیلی اجرا می‌کند.

## امکانات
موزه دانشگاه در شهر الخلیل واقع شده‌است. 

## رادیو دانشگاه
در سال ۲۰۰۸ رادیو علم به عنوان ابزاری برای دسترسی به جامعه دانشگاه و عموم مردم با پیام های مهم آموزشی ، برنامه های روز و سایر برنامه های مفید در موج ۹۶.۱ اف ام ایجاد شد. این رادیو هفت روز هفته، به صورت ۲۴ ساعته پخش می‌شود و از طریق پایگاه اینترنتی این رادیو نیز در سراسر کرانه باختری به‌صورت آنلاین قابل شنیدن است. کارمندان آن از متخصصین هستند و دانشجویان رسانه قادر به انجام کارآموزی در استودیوهای ان می‌باشند.